# Yaquq
Yaquq (en arabe : ياقوق) est un village arabe du nord-est d'Israël. Situé à 12,5 km au nord de Tibériade, il est construit à la place de l'ancien village juif de Huqoq. Le village est déserté le 1er mai 1948 durant la Guerre civile de 1947–48.

## Histoire
Le village est mentionné pour la première fois dans l'ouvrage Signs of the Tomb Inscription écrit par Rabbi Jacob, émissaire de la yechivah de Rabbi Jehiel de Paris (avant 1257 apr. J.-C.). « Yaquq » est un nom d'origine personnelle.

### Ère ottomane
En 1596, Yaquq fait partie du nahié ottoman de Jira, rattaché au liwa' de Safed. À cette époque, les 396 musulmans vivant à Yaquq doivent payer des taxes sur les récoltes et leur production, dont le blé, l'orge, les olives, les chèvres, les ruches et sur la machine à presser les raisins et les olives,.
En 1875, l'archéologue et géographe français Victor Guérin décrit le village comme un hameau constitué de vingt maisons de pierres. En 1881, lors d'un relevé cartographique de l'Ouest de la Palestine, le Palestine Exploration Fund indique que le village abrite 200 musulmans et est entouré de terres arables. Les environs, réputés pour leurs sources d'eau, comportent beaucoup de citernes.

### Palestine mandataire
Lors du recensement de 1922 en Palestine, effectué par les autorités britanniques de la Palestine mandataire, le village de Yaquq wa Mawasi comporte 294 habitants, tous musulmans. Ce nombre diminue et atteint 153 habitants répartis dans 28 foyers lors du recensement de 1931.
En 1945, le village est peuplé de 210 Arabes, et le territoire de Yaquq recouvre une surface de 8 507 dunams, soit 850,7 hectares,. En 1944–45, le village possède de 1 010 dunams (soit 101,0 hectares) de terres destinées à la culture de céréales, 24 dunams (2,4 hectares) de vergers irrigués,, ainsi que 13 dunams (1,3 hectare) de terrain construit.
Un kibboutz du nom de Hukok, d'origine biblique[précision nécessaire], est établi près de Yaquq le 11 juillet 1945.

### Après la guerre de 1948
À la suite de son dépeuplement en mai 1948, le village est utilisé comme terrain d'entraînement par l'armée israélienne jusqu'à sa destruction en 1968. En 1992, l'historien palestinien Walid Khalidi décrit le site :
« 
Les lieux sont couverts de décombres. Un palmier se dresse au milieu et un amas d'oliviers se trouve au bord. Une partie des terres alentour est cultivée par des Israéliens, tandis que le reste est destiné au pâturage. À l'ouest coule un canal faisant partie du projet de l'aqueduc national d'Israël, qui vise à transférer de l'eau du lac de Tibériade jusque dans les plaines centrales côtières.

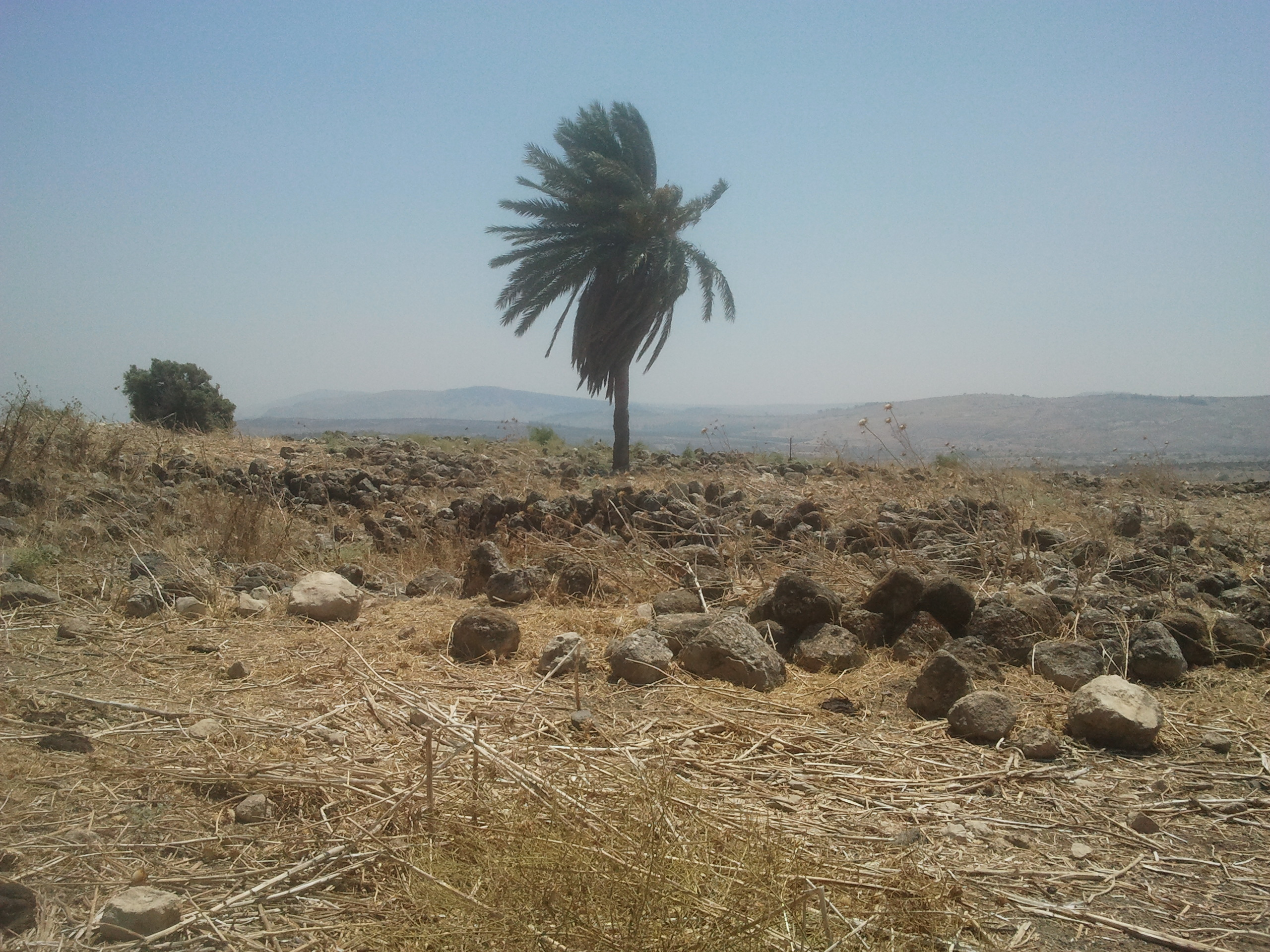
Le palmier isolé dans les vestiges du village.

 »